# Nedflo
Nedflo är en bebyggelse norr om Västra Nedsjön i Bollebygds kommun. Från 2015 avgränsar SCB här en småort.